# خريف: أكتوبر بالجزائر العاصمة
خريف: أكتوبر بالجزائر العاصمة ( (بالفرنسية: Automne... Octobre à Alger)‏ هو فيلم درامي جزائري صدرَ عام 1993 للمخرج مالك لخضر حمينة. اختِير الفيلم ليكون مرشّح الجزائر للتنافسِ على جائزة الأوسكار لأفضل فيلمٍ بلغة أجنبية في حفل توزيع جوائز الأوسكار السابع والستون لكنّهُ لم يُقبل – أي الفيلم – كمرشَّحٍ نهائيٍّ من قِبل اللجنة للمنافسة على الجائزة.

## طاقم التمثيل
- مالك لخضر حمينة في دور جهاد
- نينا كوريتز
- مروان لخضر حمينة في دور مومو
- سيد أحمد أغومي في دور يزيد
- فرانسوا بورسييه في دور إدوارد
- مصطفى العنقة في دور زومبريتو
- رشيد فارس في دور رمسيس